# Brachlewo (przystanek kolejowy)
Brachlewo – kolejowy przystanek osobowy we wsi Brachlewo w powiecie kwidzyńskim, w województwie pomorskim, znajdujący się na linii nr 207 pomiędzy Kwidzynem a Malborkiem.

## Ruch pasażerski
| Rok  | Wymiana pasażerska na dobę |
| ---- | -------------------------- |
| 2017 | 10-19                      |
| 2022 | 20-49                      |

Przystanek kolejowy w Brachlewie został otwarty 1 grudnia 1916. Obecnie zabytkowy budynek dworca przestał być używany i znajduje się w prywatnych rękach.

## Połączenia
- Grudziądz
- Kwidzyn
- Malbork
- Gdynia